# 芳賀啓
芳賀 啓（はが ひらく、1949年4月3日 - ）は、日本の実業家、地図研究家、エッセイスト。出版社「之潮（コレジオ）」代表。元東京経済大学客員教授、日本地図学会評議員。

## 来歴
1949年、仙台市南小泉（現・若林区）生まれ。早稲田大学第一法学部中退。元柏書房代表取締役社長。出版社「之潮（コレジオ）」代表。2015年より2019年まで、東京経済大学コミュニケーション学部客員教授。
東京の古地図や地誌の研究者として知られ、NHK『美の壺』やテレビ朝日『タモリ倶楽部』などのテレビ番組に出演した。日本地図センター発行の月刊誌『地図中心』に「江戸東京水際遡行」などを執筆・連載中。
俳号の「澤青崖」は、「亡き父の歯刷子一つ捨てにゆき断崖の青しばらく見つむ」（寺山修司）に拠る。

## 著作

### 書籍
- 『地図のテオロギア』柏書房 1999年（非売品）
- 『短詩計畫 身體地圖』深夜叢書社 2000年
- 『地図・場所・記憶』けやき出版 2010年
- 『デジタル鳥瞰 江戸の崖 東京の崖』講談社 2012年
- 『古地図で読み解く 江戸東京地形の謎』二見書房 2013年

### 著作
- 「江戸東京水際遡行」（『地図中心』通号412-420、422、424-430） 日本地図センター
- 「水をあけておくこと -遺産としての日本橋・川」（『地図中心』421） 日本地図センター
- 「明暦大火の前と後 -〈江戸初期〉の残照」（『地図中心』447） 日本地図センター
- 「啄木の地形図風景」（『地図中心』461） 日本地図センター
- 「『田園都市』にみる土地の記憶」（『地図中心』462） 日本地図センター
- 地図と古地図の狭間       『地図』49－2、2011年
- 井上ひさし氏にみる作家の方法　―地図・年表・名鑑        『地図』49－1、2011年
- 啄木の地形図風景        『地図中心』2011年2月
- 崖線考　1   『地図中心』2012年3月
- 崖線考　2   『地図中心』2012年4月
- 峠と分水界   『地図中心』2012年6月
- 竪の坂横の坂  『地図中心』2012年8月
- 江戸城内鎌倉道 『東京人』2013年8月
- 道の権力論   『東京人』2013年8月
- びゃく考    『地図中心』2013年12月
- 伊豆大島のびゃく        『地図中心』2014年1月
- 地図の水際　―地図・石ころ・山 『地図中心』2014年3月
- 地図の水際　―「バブル期」の1万分の1地形図  『地図中心』2014年4月
- 中世江戸の「聖」と「俗」    『地図中心』2014年6月
- 長浜千軒    『地図中心』2015年2月
- 「幻の水辺」を求めて      『散歩の達人』2015年4月
- 古東海道尾根道散歩       『散歩の達人』2015年9月
- 江戸の大名庭園 『地図情報』36－4、2016年
- 古地図をつかって推理と仮説   『文京道中　史跡探訪』2018年10月
- ハザードマップはどうやってつくられるのか    『地図情報』39－1、2019年
- 「授業の試みについて」東京経済大学『人文自然科学論集』第144号、2019年